# 安治川口駅
安治川口駅（あじかわぐちえき）は、大阪府大阪市此花区島屋六丁目にある、西日本旅客鉄道（JR西日本）・日本貨物鉄道（JR貨物）桜島線（JRゆめ咲線）の駅である。駅番号はJR-P15。

## 歴史

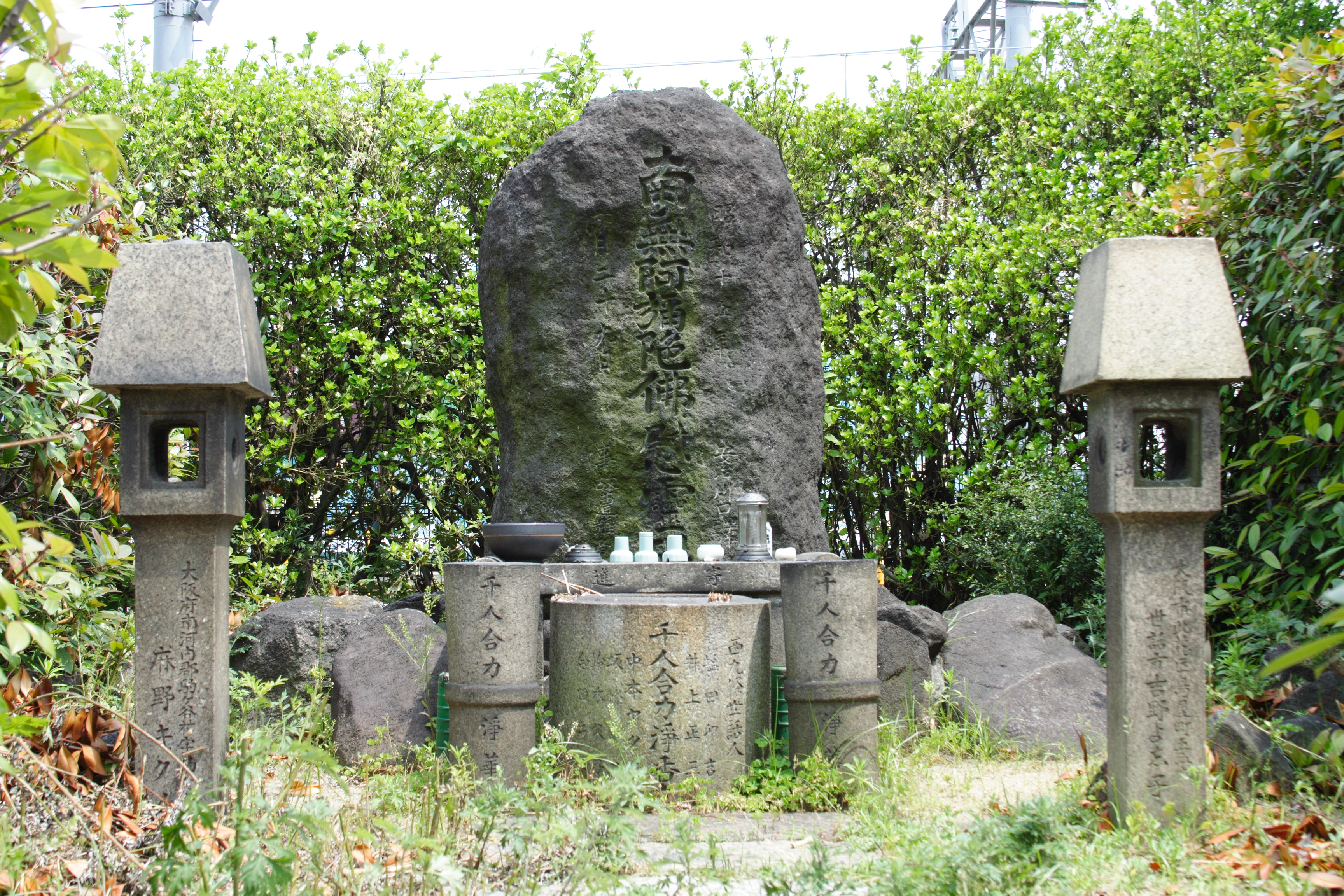
西成線列車脱線火災事故慰霊碑

- 1898年（明治31年）4月5日：西成鉄道が大阪駅 - 安治川口駅間で開業した際に設置[2]。旅客および貨物の取り扱いを開始[2]。
- 1905年（明治38年）4月1日：西成鉄道が天保山駅（桜島駅の前身）まで延伸[3]。途中駅となる。
- 1906年（明治39年）12月1日：国有化。
- 1909年（明治42年）10月12日：線路名称を制定し、西成線の所属となる[4]。
- 1940年（昭和15年）1月29日：駅構内でガソリンカーの脱線転覆火災事故が発生。
- 1943年（昭和18年）11月21日：大阪北港駅への貨物支線が開業[3]。
- 1961年（昭和36年）4月25日：大阪環状線全線開業に伴う線路名称改定により、桜島線所属に変更。
- 1982年（昭和57年）11月15日：大阪北港駅への貨物支線が廃止[3]。当駅構内の側線扱いとなる[3]。
- 1984年（昭和59年）2月1日：荷物扱い廃止[2]。
- 1985年（昭和60年）3月15日：旧大阪北港駅への側線が廃止[3]。
- 1987年（昭和62年）4月1日：国鉄分割民営化に伴い、西日本旅客鉄道（JR西日本）・日本貨物鉄道（JR貨物）の駅となる[2]。
- 1999年（平成11年）11月27日：自動改札機を設置し、供用開始[5]。橋上駅舎化。
- 2001年（平成13年）
  - 3月1日：路線愛称の制定により、「JRゆめ咲線」の愛称を使用開始。
  - 5月7日：貨物駅が着発線荷役方式（E&S方式）を導入[6][7]。
- 2003年（平成15年）11月1日：ICカード「ICOCA」の利用が可能となる[8]。
- 2004年（平成16年）3月13日：M250系貨物電車によるコンテナ列車「スーパーレールカーゴ」の営業運転を開始。
- 2009年（平成21年）10月4日：大阪環状・大和路線運行管理システム導入。
- 2015年（平成27年）
  - 3月8日：みどりの窓口の営業を終了。
  - 3月9日：みどりの券売機プラスの稼働を開始。
  - 4月1日：ジェイアール西日本交通サービス（現：JR西日本交通サービス）による業務委託駅となる。
- 2018年（平成30年）3月17日：駅ナンバリングが導入される。
- 2022年（令和4年）
  - 9月13日：みどりの券売機プラスを撤去[要出典]。
  - 9月16日：みどりの券売機の稼働を開始[要出典]。
- 2023年（令和5年）3月30日：JR貨物の駅事務所棟の建て替えが完了[9]。駅事務室・信号扱所等のほか、賃貸していた関連事業者の事務所等も合築（テナント化）して高層化（4階建て）し、物流施設等に転用可能な用地を捻出[9]。

## 駅構造

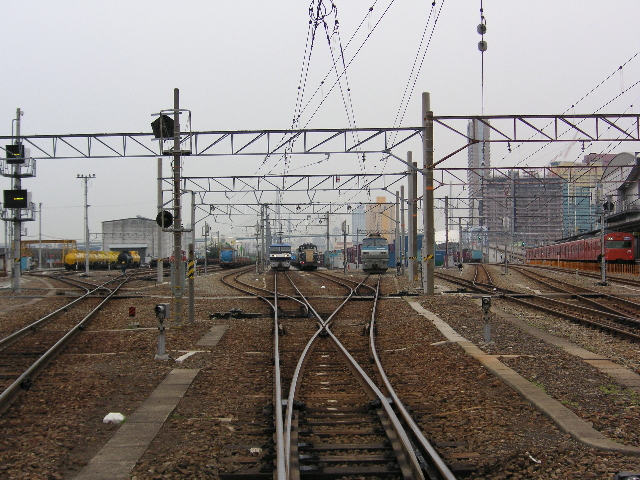
駅構外から見た全景（左端は貨車検修庫・中央は貨物ホーム・右端はJR西日本の旅客駅ホーム）

旅客駅は、島式ホーム1面2線を持つ地上駅で、橋上駅舎を有している。改札口は1か所。トイレは改札内。
なお、民営化後しばらくはJR貨物の職員が改札業務を行っていた。その後はJR西日本が直営（西九条駅の被管理駅）で業務を行っていたが､現在はJR西日本交通サービスによる業務委託駅となっている。
アーバンネットワークエリアに入っており、ICOCAが利用可能（相互利用可能ICカードはICOCAの項を参照）。また、当駅発着の長距離乗車券に際するJRの特定都区市内制度における「大阪市内」に属する駅である。

### のりば
| のりば | 路線       | 方向 | 行先                   |
| ------ | ---------- | ---- | ---------------------- |
| 1      | JRゆめ咲線 | 上り | 西九条・大阪・京橋方面 |
| 2      | JRゆめ咲線 | 下り | 桜島方面               |

- 上表の路線名は旅客案内上の名称（愛称）で表記している。

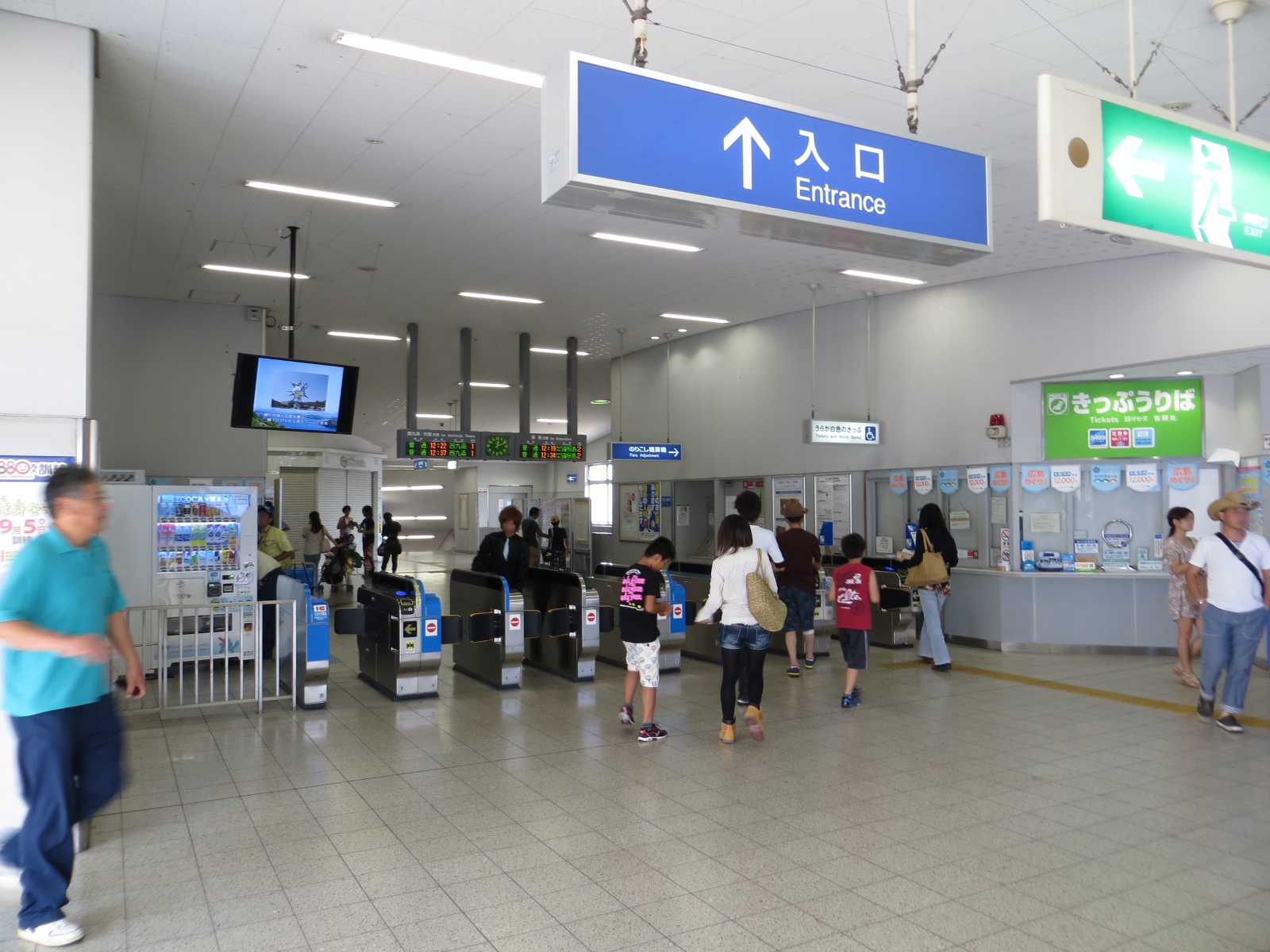
改札口（2013年8月）
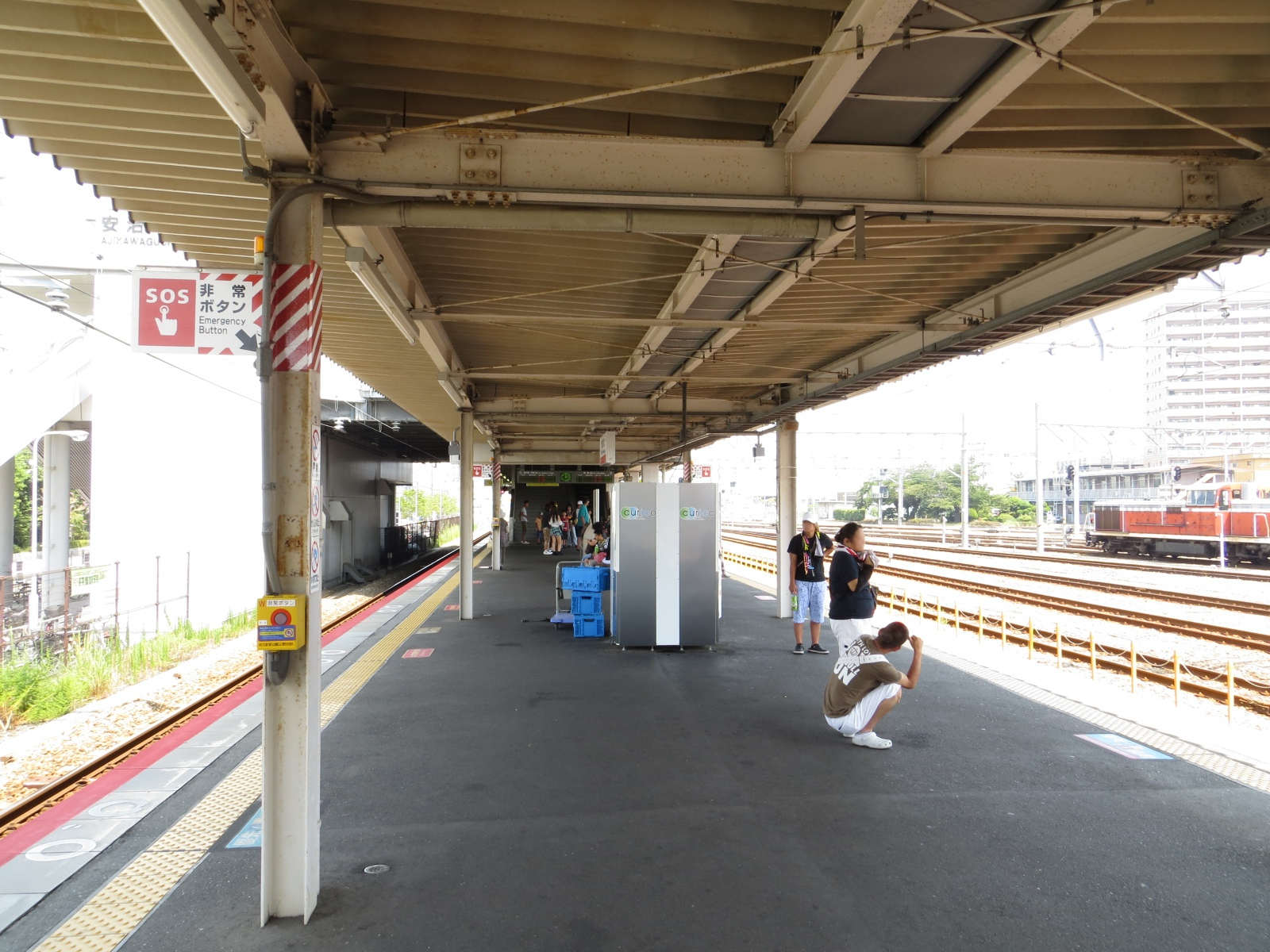
プラットホーム（2013年8月）

## 貨物取扱

### 駅構造

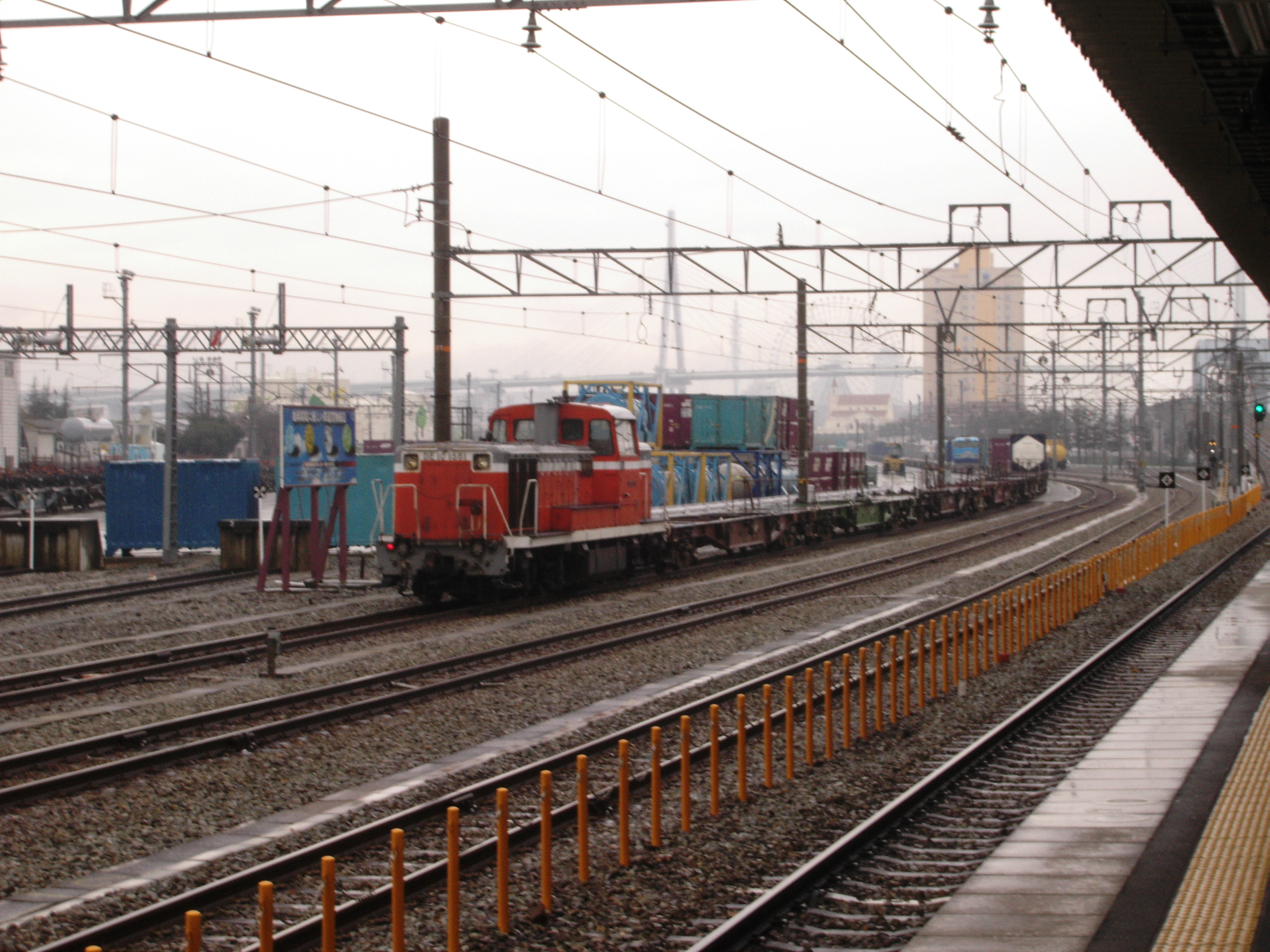
桜島線ホームから貨物駅を望む（2006年1月）

JR貨物の駅は、1面のコンテナホーム、着発線荷役方式（E&S方式）を採用した着発荷役線が2本、留置線群や着発線がある。2001年5月7日より着発線荷役方式を採用した駅に改装された。
海に面した場所にはJR貨物の関連会社の関西化成品輸送の化成品タンクがあり、そこまで構内側線が続いている。ここでは二硫化炭素などの化学薬品を扱っている。また、タンクコンテナの整備を請け負っている。
- コンテナ貨物
  - 一般的な12 ftコンテナに加え、大型の20・30 ftコンテナや20 ftのISO規格海上コンテナも取り扱う。
- 車扱貨物
  - 化学薬品（コンテナ）や、港で陸揚げされたJR西日本向けのレールを取り扱う。
- 産業廃棄物の取扱許可を得ている。
- 2008年3月までは車両（私有貨車）も取り扱っていた。

### その他

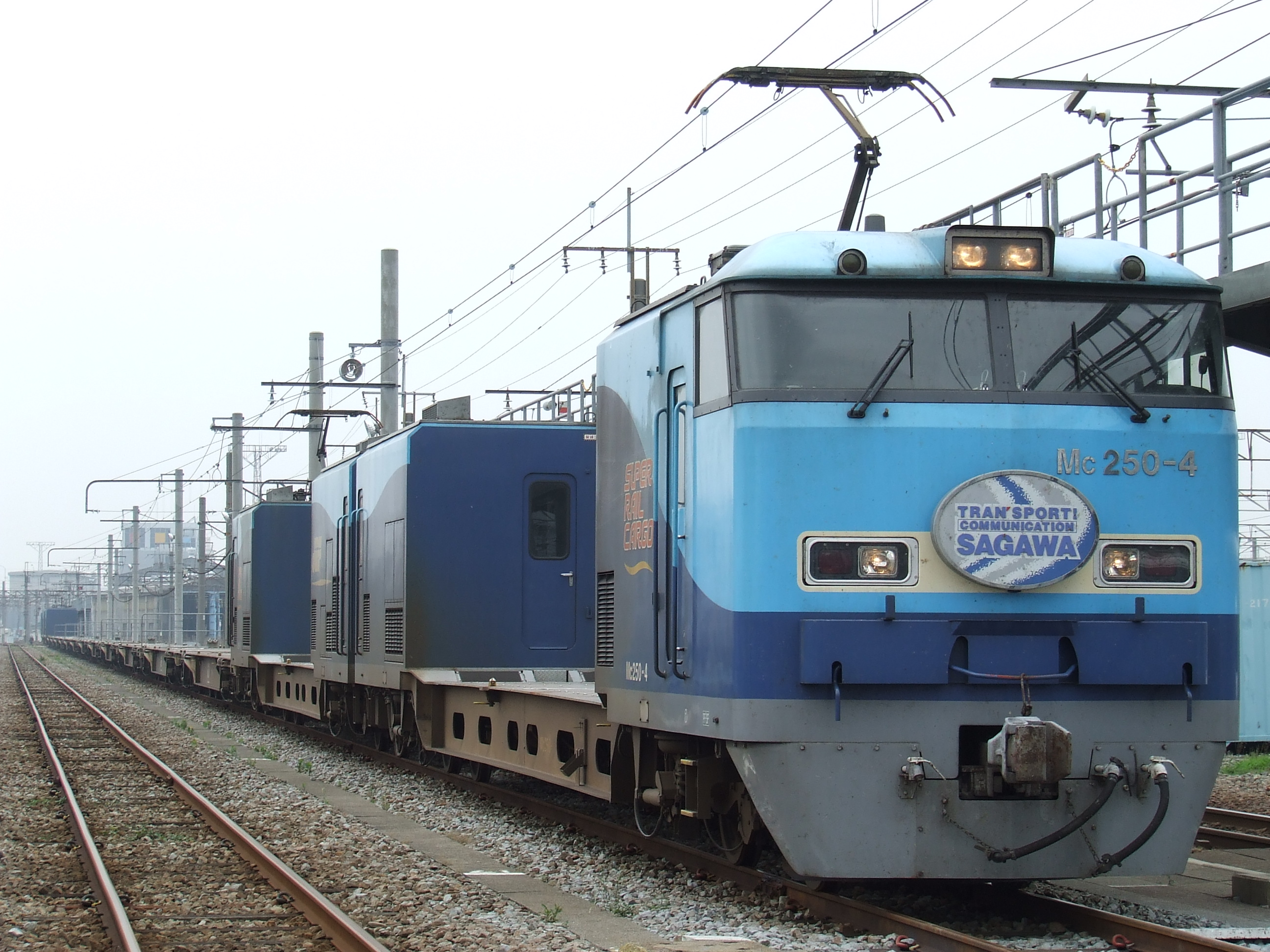
佐川急便専用貨物列車「スーパーレールカーゴ」（2007年6月）

- 当駅と東京貨物ターミナル駅の間に、M250系貨物電車による高速貨物列車「スーパーレールカーゴ」が1日1往復運行されている[11]。
  - 搭載するコンテナの積み下ろしについては、まず専用の着発線に入線したあと架線が切れている手前で一旦停止し、4基あるパンタグラフのうち最後尾車両の1基のみを残してパンタグラフを全て下ろしたあと再び発進し、最後は停止位置で完全停車させる（最後尾のパンタグラフだけが辛うじて架線に接している状態）。こうすることで、最後尾の電動車も含め全ての車両において、架線に干渉することなく安全にコンテナの積み下ろしができるようになっている。発車の際はこの逆の手順を踏む。なお、東京貨物ターミナル駅も同様の作業を行っている。
- 当駅と盛岡貨物ターミナル駅の間に、福山通運専用貨物列車「福山レールエクスプレス号」が1日1往復運行されている[12]。
- かつては川崎重工業（旧：汽車会社）や住友金属工業（現：日本製鉄）製鋼所へ同社が保有する専用線[13]が続いていた。
- 改装される前のコンテナホームは、現在のユニバーサルシティ駅の東側付近にあった。

## 利用状況

### JR西日本
2023年（令和5年）度の1日平均乗車人員は12,443人である。
工業地域の駅ということもあり定期率が極めて高くなっている。特に平成初期までは9割を超えていたものの、数値自体は年々減少傾向にあり近隣にユニバーサル・スタジオ・ジャパンが開業した2001年以降はおおむね80%台前半〜中盤で推移している。
近年の1日平均乗車人員の推移は以下の通りである。
| 年度               | 1日平均 乗車人員 | 増減率 | 定期利用状況 | 定期利用状況 | 出典          |
| 年度               | 1日平均 乗車人員 | 増減率 | 1日平均      | 定期率       | 出典          |
| ------------------ | ---------------- | ------ | ------------ | ------------ | ------------- |
| 1988年（昭和63年） | 9,499            |        | 8,927        | 94.0%        | [ 大阪府 1 ]  |
| 1989年（平成元年） | 9,848            | 3.7%   | 9,165        | 93.1%        | [ 大阪府 1 ]  |
| 1990年（平成02年） | 10,251           | 4.1%   | 9,484        | 92.5%        | [ 大阪府 2 ]  |
| 1991年（平成03年） | 10,775           | 5.1%   | 9,898        | 91.9%        | [ 大阪府 3 ]  |
| 1992年（平成04年） | 11,073           | 2.8%   | 10,170       | 91.8%        | [ 大阪府 4 ]  |
| 1993年（平成05年） | 11,711           | 5.8%   | 10,624       | 90.7%        | [ 大阪府 5 ]  |
| 1994年（平成06年） | 12,320           | 5.2%   | 11,021       | 89.5%        | [ 大阪府 6 ]  |
| 1995年（平成07年） | 12,192           | -1.0%  | 10,856       | 89.0%        | [ 大阪府 7 ]  |
| 1996年（平成08年） | 11,844           | -2.9%  | 10,544       | 89.0%        | [ 大阪府 8 ]  |
| 1997年（平成09年） | 11,755           | -0.8%  | 10,420       | 88.6%        | [ 大阪府 9 ]  |
| 1998年（平成10年） | 11,873           | 1.0%   | 10,607       | 89.3%        | [ 大阪府 10 ] |
| 1999年（平成11年） | 11,608           | -2.2%  | 10,331       | 89.0%        | [ 大阪府 11 ] |
| 2000年（平成12年） | 11,428           | -1.6%  | 9,914        | 86.8%        | [ 大阪府 12 ] |
| 2001年（平成13年） | 10,257           | -10.2% | 8,589        | 83.7%        | [ 大阪府 13 ] |
| 2002年（平成14年） | 10,244           | -0.1%  | 8,532        | 83.3%        | [ 大阪府 14 ] |
| 2003年（平成15年） | 10,720           | 4.6%   | 8,869        | 82.7%        | [ 大阪府 15 ] |
| 2004年（平成16年） | 10,900           | 1.7%   | 9,157        | 84.0%        | [ 大阪府 16 ] |
| 2005年（平成17年） | 11,241           | 3.1%   | 9,439        | 84.0%        | [ 大阪府 17 ] |
| 2006年（平成18年） | 11,531           | 2.6%   | 9,645        | 83.6%        | [ 大阪府 18 ] |
| 2007年（平成19年） | 11,843           | 2.7%   | 9,907        | 83.7%        | [ 大阪府 19 ] |
| 2008年（平成20年） | 12,169           | 2.8%   | 10,224       | 84.0%        | [ 大阪府 20 ] |
| 2009年（平成21年） | 12,067           | -0.8%  | 10,207       | 84.6%        | [ 大阪府 21 ] |
| 2010年（平成22年） | 12,015           | -0.4%  | 10,186       | 84.8%        | [ 大阪府 22 ] |
| 2011年（平成23年） | 12,075           | 0.5%   | 10,191       | 84.4%        | [ 大阪府 23 ] |
| 2012年（平成24年） | 12,320           | 2.0%   | 10,333       | 83.9%        | [ 大阪府 24 ] |
| 2013年（平成25年） | 12,598           | 2.3%   | 10,579       | 84.0%        | [ 大阪府 25 ] |
| 2014年（平成26年） | 12,136           | -3.7%  | 10,154       | 83.7%        | [ 大阪府 26 ] |
| 2015年（平成27年） | 12,248           | 0.9%   | 10,149       | 82.9%        | [ 大阪府 27 ] |
| 2016年（平成28年） | 12,361           | 0.9%   | 10,166       | 82.2%        | [ 大阪府 28 ] |
| 2017年（平成29年） | 12,688           | 2.6%   | 10,373       | 81.8%        | [ 大阪府 29 ] |
| 2018年（平成30年） | 13,019           | 2.6%   | 10,706       | 82.2%        | [ 大阪府 30 ] |
| 2019年（令和元年） | 13,107           | 0.7%   | 10,863       | 82.9%        | [ 大阪府 31 ] |
| 2020年（令和02年） | 11,682           | -10.9% | 10,070       | 86.2%        | [ 大阪府 32 ] |
| 2021年（令和03年） | 11,681           | -0.0%  | 9,931        | 85.0%        | [ 大阪府 33 ] |
| 2022年（令和04年） | 12,180           | 4.3%   | 9,988        | 82.0%        | [ 大阪府 34 ] |
| 2023年（令和05年） | 12,443           | 2.2%   | 9,960        | 80.0%        | [ 大阪府 35 ] |

### JR貨物
コンテナ貨物は発着で年間35万トンである。

## 駅周辺
- 日本製鉄関西製鉄所製鋼所地区
- テクノパーク島屋
- 佐川急便関西支店大阪営業所
- 住友化学大阪工場
- 住友電気工業大阪製作所
- ハーマン本社・工場
- 大阪市立島屋小学校
- 日本郵便 新大阪郵便局（旧：郵便事業新大阪支店）、大阪安治川口駅前郵便局
- 北港通
- 大阪シティバス「安治川口駅前」停留所 - 79号系統
- 専修寺
- 本真寺

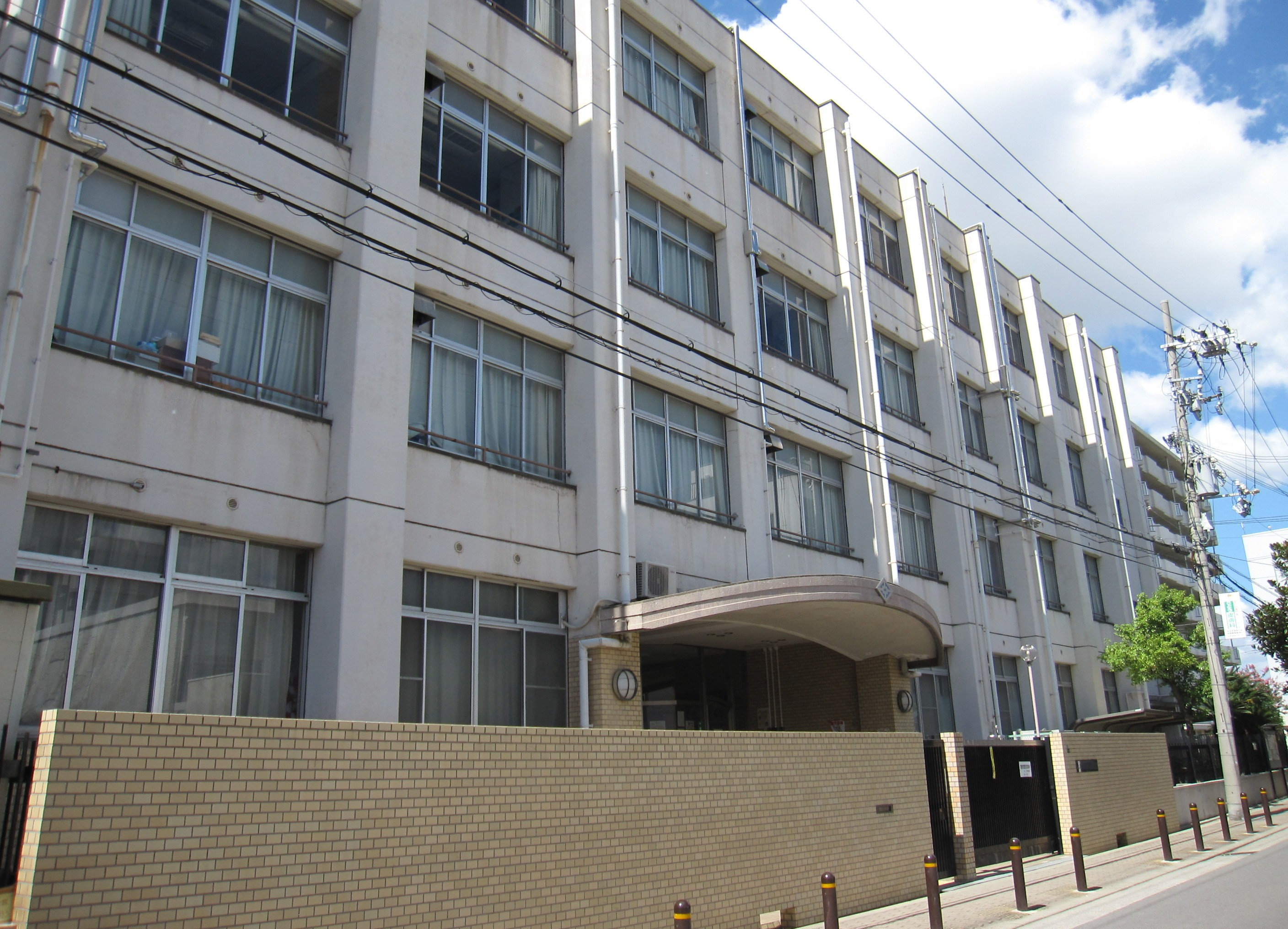
大阪市立島屋小学校
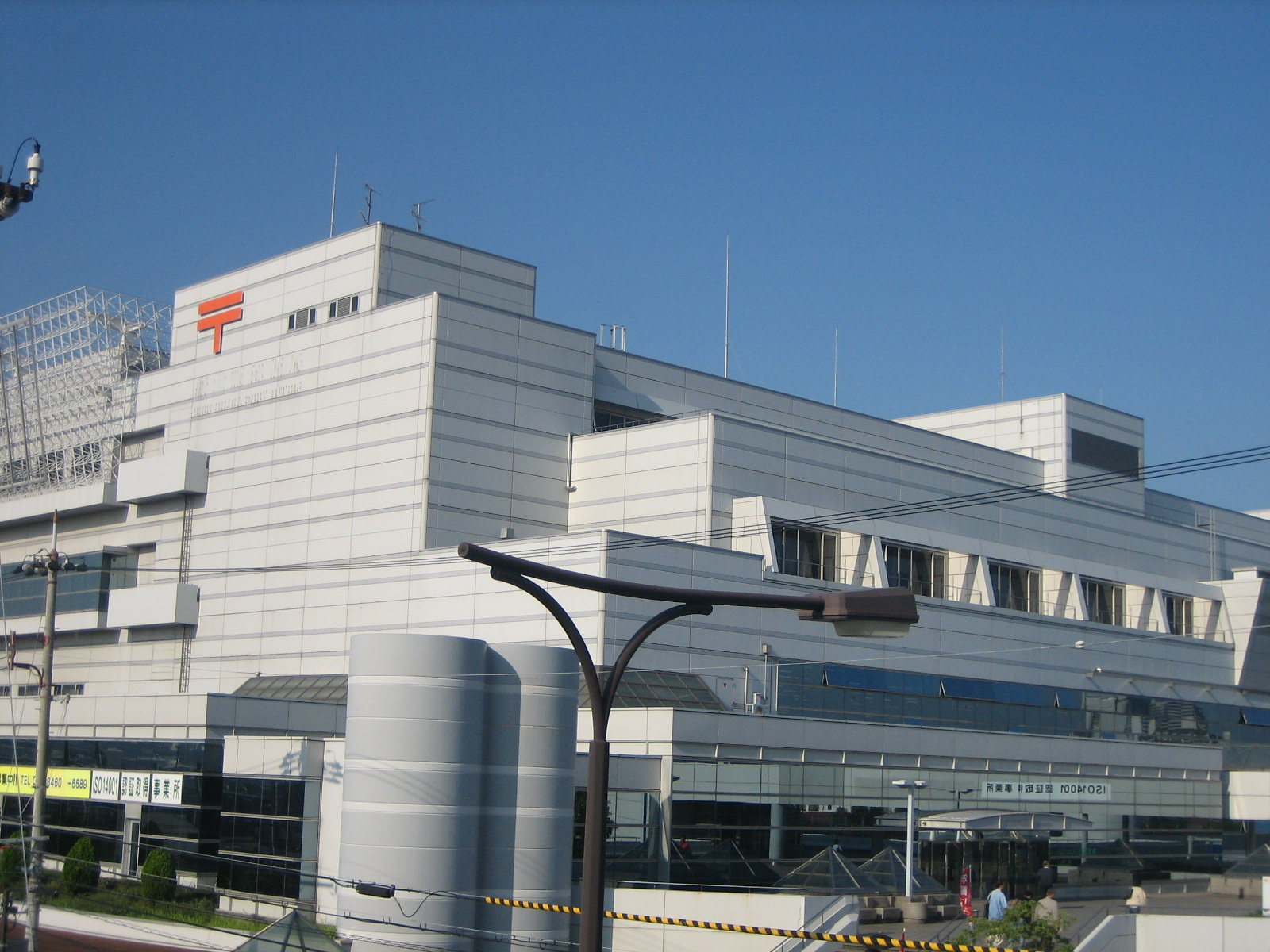
新大阪郵便局
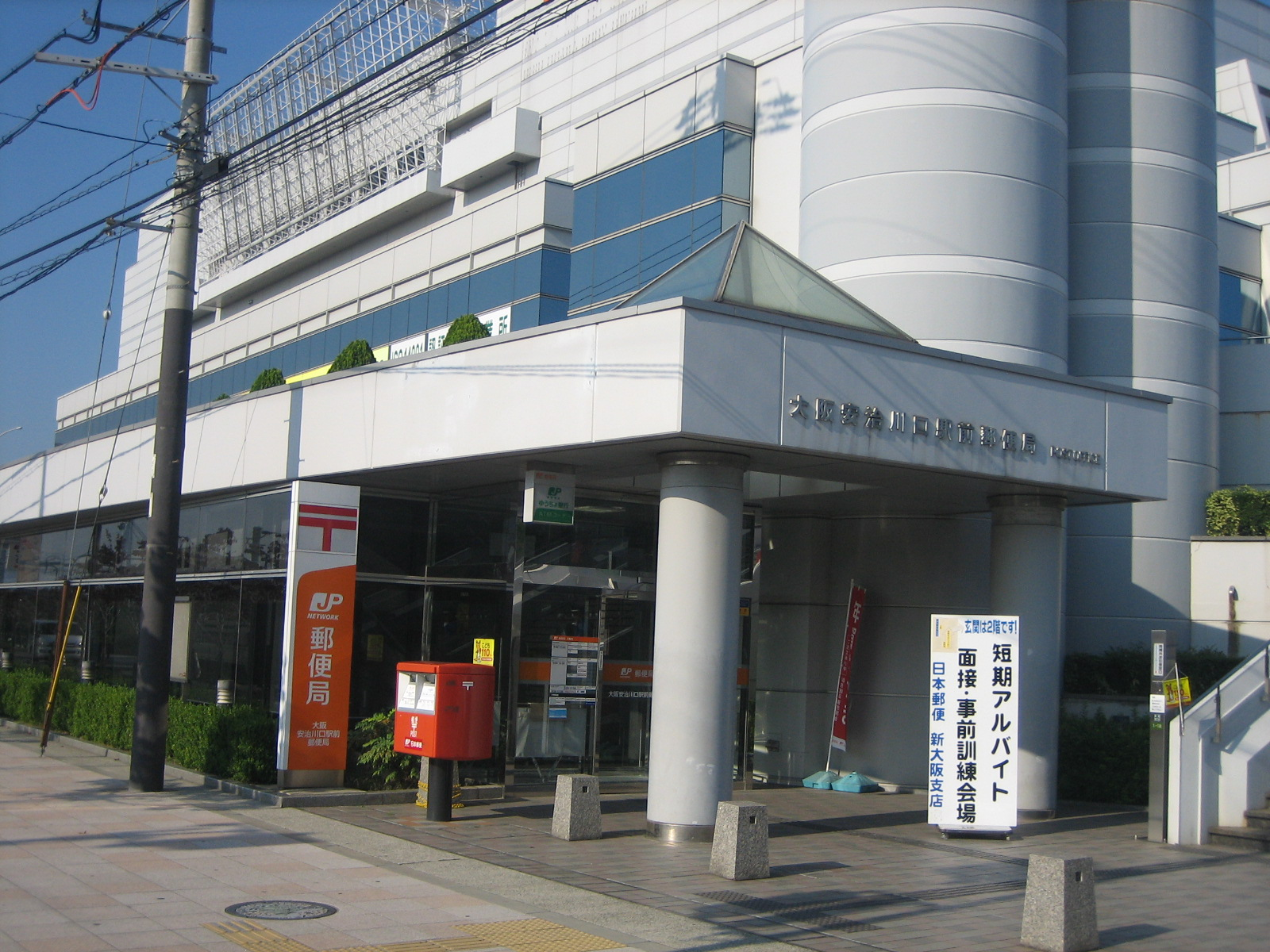
大阪安治川口駅前郵便局

## 隣の駅
西日本旅客鉄道（JR西日本）
 JRゆめ咲線（桜島線）
■■臨時快速「エキスポライナー」
通過
■普通
西九条駅 (JR-P14) - 安治川口駅 (JR-P15) - ユニバーサルシティ駅 (JR-P16)

### かつて存在した路線
日本国有鉄道
桜島線貨物支線
安治川口駅 - 大阪北港駅

### 記事本文

### 利用状況
1. ↑  大阪府統計年鑑 - 大阪府
2. ↑  大阪市統計書 - 大阪市

#### 大阪府統計年鑑
1. 1 2  大阪府統計年鑑（平成2年） (PDF)
2. ↑  大阪府統計年鑑（平成3年） (PDF)
3. ↑  大阪府統計年鑑（平成4年） (PDF)
4. ↑  大阪府統計年鑑（平成5年） (PDF)
5. ↑  大阪府統計年鑑（平成6年） (PDF)
6. ↑  大阪府統計年鑑（平成7年） (PDF)
7. ↑  大阪府統計年鑑（平成8年） (PDF)
8. ↑  大阪府統計年鑑（平成9年） (PDF)
9. ↑  大阪府統計年鑑（平成10年） (PDF)
10. ↑  大阪府統計年鑑（平成11年） (PDF)
11. ↑  大阪府統計年鑑（平成12年） (PDF)
12. ↑  大阪府統計年鑑（平成13年） (PDF)
13. ↑  大阪府統計年鑑（平成14年） (PDF)
14. ↑  大阪府統計年鑑（平成15年） (PDF)
15. ↑  大阪府統計年鑑（平成16年） (PDF)
16. ↑  大阪府統計年鑑（平成17年） (PDF)
17. ↑  大阪府統計年鑑（平成18年） (PDF)
18. ↑  大阪府統計年鑑（平成19年） (PDF)
19. ↑  大阪府統計年鑑（平成20年） (PDF)
20. ↑  大阪府統計年鑑（平成21年） (PDF)
21. ↑  大阪府統計年鑑（平成22年） (PDF)
22. ↑  大阪府統計年鑑（平成23年） (PDF)
23. ↑  大阪府統計年鑑（平成24年） (PDF)
24. ↑  大阪府統計年鑑（平成25年） (PDF)
25. ↑  大阪府統計年鑑（平成26年） (PDF)
26. ↑  大阪府統計年鑑（平成27年） (PDF)
27. ↑  大阪府統計年鑑（平成28年） (PDF)
28. ↑  大阪府統計年鑑（平成29年） (PDF)
29. ↑  大阪府統計年鑑（平成30年） (PDF)
30. ↑  大阪府統計年鑑（令和元年） (PDF)
31. ↑  大阪府統計年鑑（令和2年） (PDF)
32. ↑  大阪府統計年鑑（令和3年） (PDF)
33. ↑  大阪府統計年鑑（令和4年） (PDF)
34. ↑  大阪府統計年鑑（令和5年） (PDF)
35. ↑  大阪府統計年鑑（令和6年） (PDF)